# Schloss Gloggnitz

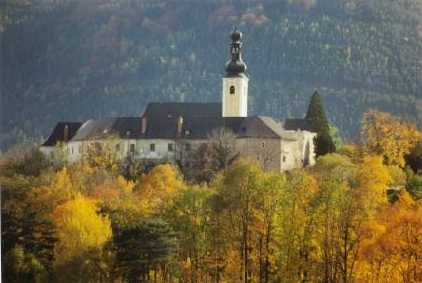
Schloss Gloggnitz

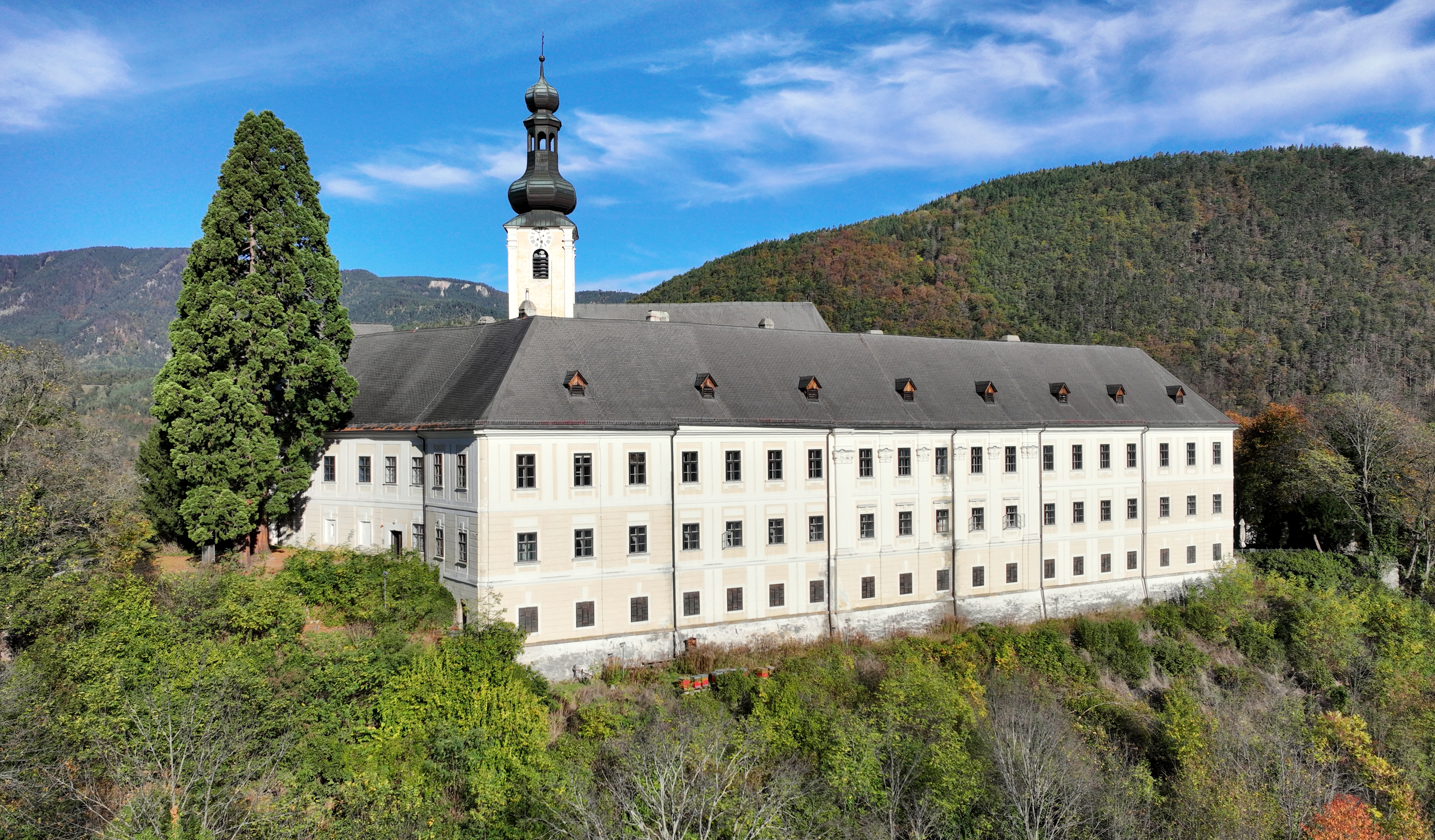
Südtrakt des Schlosses Gloggnitz

Das Schloss Gloggnitz, ein ehemaliges Benediktinerkloster, steht in Gloggnitz im südlichen Niederösterreich. Erreichbar ist das Schloss am besten auf der S6 über die Abfahrt Gloggnitz.

## Geschichte
1094 erfolgte die Erhebung des Benediktinerklosters Vornbach zur Abtei. Im Osten ermöglichte die Schenkung von Gebieten im Raum Neunkirchen-Pitten-Gloggnitz an die Benediktiner die Gründung eines Vornbacher Filialklosters in Gloggnitz.
Nach der Fertigstellung der neuen Christkönigskirche (1962) nahe dem Stadtzentrum wurde die Klosterkirche zur ehemaligen Pfarrkirche.

### Revitalisierung
Von 1977 an wurden die Schlosskirche, die Michaelskapelle und auch der gesamte Schlosskomplex mit Unterstützung des ehemaligen Bautenministeriums, des Wissenschaftsministeriums, des Bundeskanzleramtes, des Landes Niederösterreich und vieler privater Spender renoviert bzw. revitalisiert. Auch von der Gemeinde wurden beträchtliche finanzielle Mittel aufgebracht und von Mitarbeitern des städtischen Bauhofes tausende Arbeitsstunden geleistet. 1988 wurde die Michaelskapelle wieder geweiht. 1991 ein neues Café-Restaurant eröffnet und 1992 die Niederösterreichische Landesausstellung mit dem Thema Die Eroberung der Landschaft im Schloss durchgeführt.
Im Anschluss an die Niederösterreichische Landesausstellung wurde noch 1992 das Projekt Heiraten und Feste feiern im Schloss eingerichtet. Das „Hochzeitsschloss Gloggnitz“ wurde damit zum ersten Hochzeitsschloss in Österreich und zu einer erfolgreichen, weiterhin bestehenden Nachnutzung der Landesausstellung. Das Schloss Gloggnitz ist inzwischen weit über die regionalen Grenzen als das Hochzeitsschloss bekannt und erfüllt seine damalige Widmung für die regionale Umwegrentabilität. Die verschiedenen Räumlichkeiten, wie Veranstaltungssaal, die Sonderausstellungsräume und das Außengelände stehen für unterschiedlichste Aktivitäten (Konzerte, Ausstellungen, Feste usw.) zur Verfügung. Als Beispiel seien hier zum Beispiel das jährlich stattfindende Schlossparkfest der Freiwilligen Feuerwehr Eichberg die Ö3-Disco im Schlosspark, das Mittelalterfest und die Hochzeitsausstellung „Hochzeitsideen & Feste feiern“ genannt.

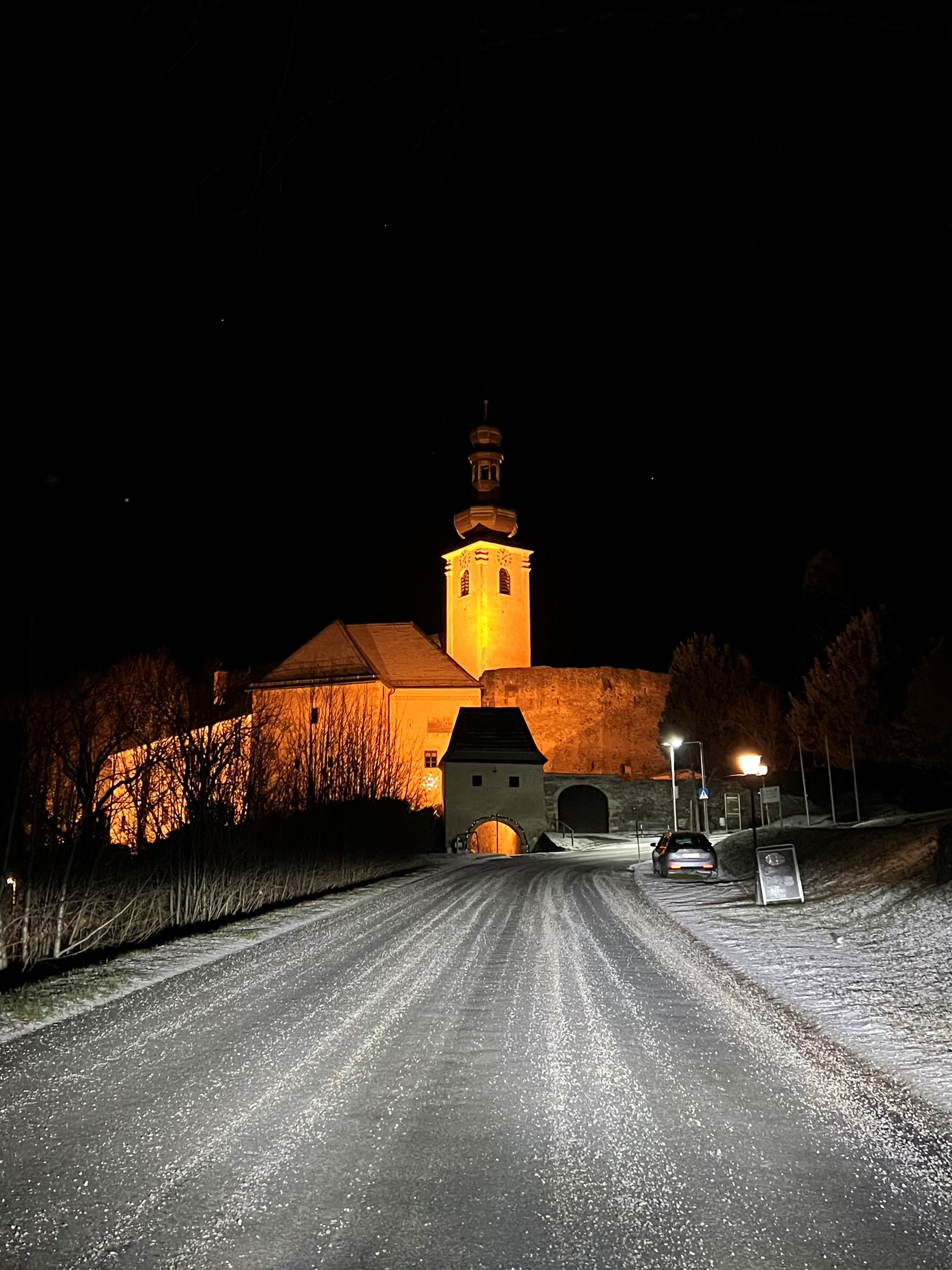
Nachtaufnahme des Schlosses, weit sichtbar über die Stadt hinaus

An Wochenenden und Feiertagen, wenn der hauptsächliche Ausflugstourismus unterwegs ist, ist im Schloss ein Cafe-Restaurant geöffnet. Seit 2003 wird es von Günter Brentrup geführt und hat ein umfangreiches Repertoire für Veranstaltungen jeglicher Art; vor allem für Hochzeiten auf dem gesamten Schlossgelände.

## Beschreibung

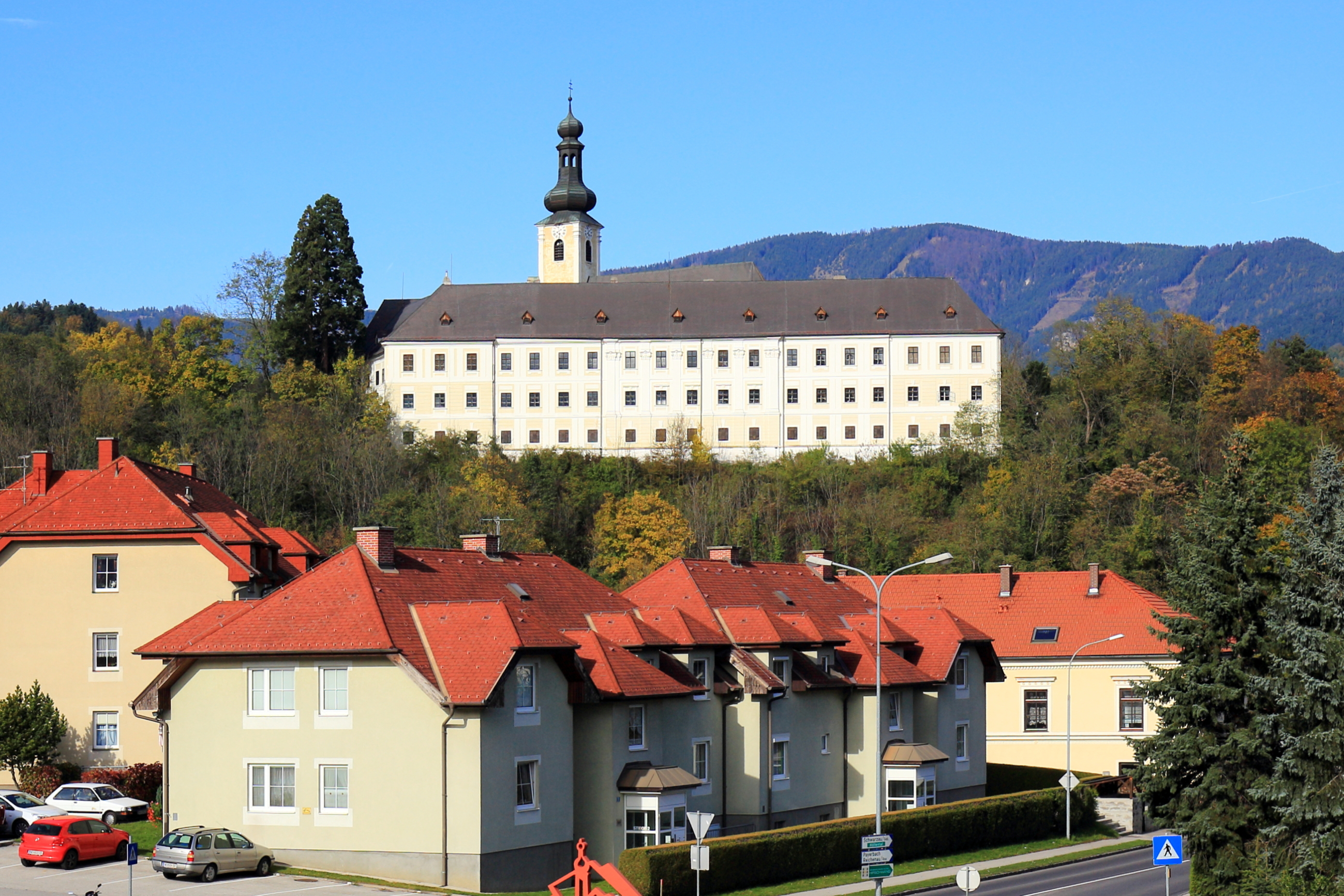
Südansicht des Schlosses

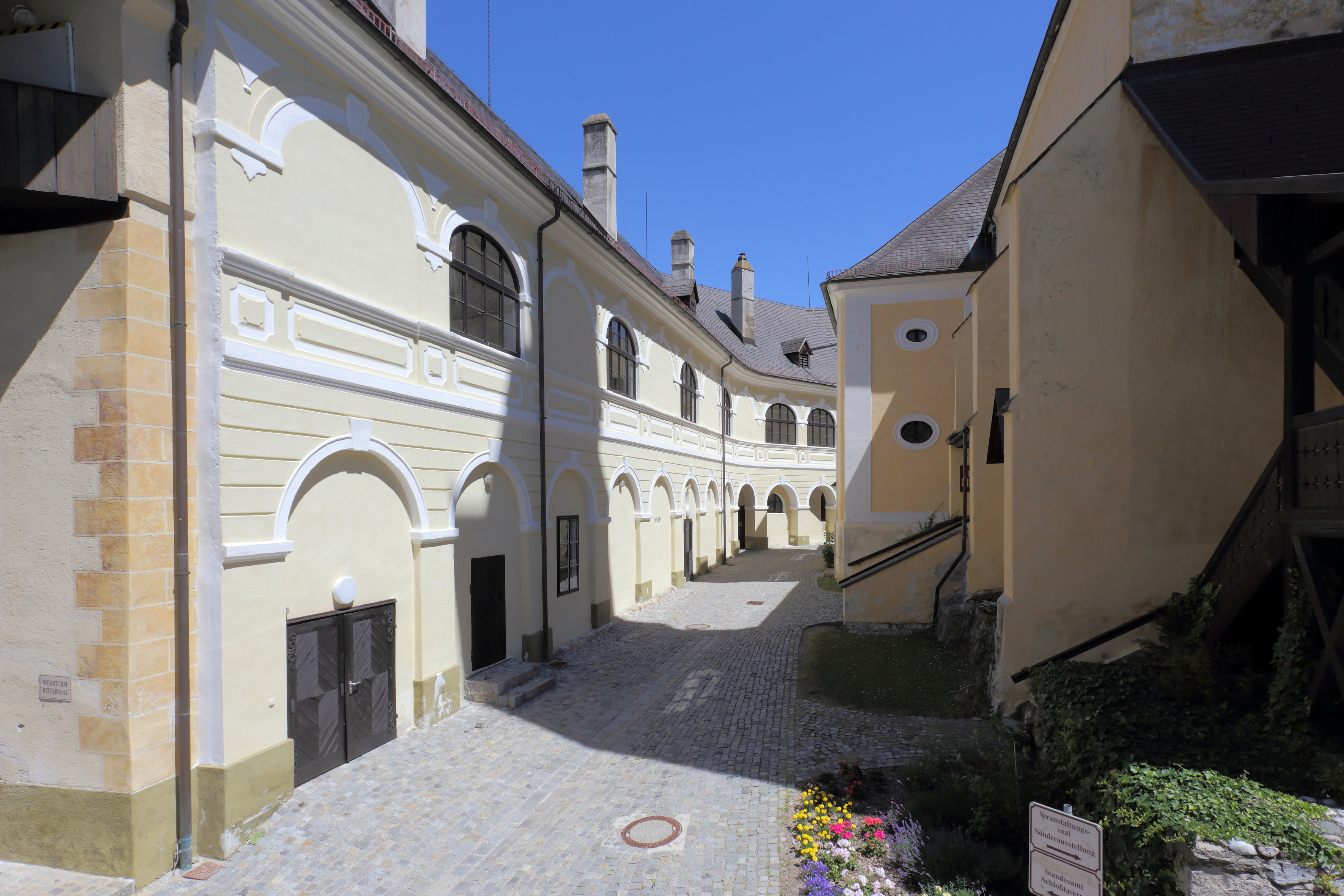
Nordseitiger Trakt des Schlosses

Dieser 1803 profanierte Bau, heute als Schloss bezeichnet, ist ein dreigeschoßiger Barockbau, die Nordseite mit burgenmäßigem Charakter. Durch zwei Torhäuser aus der Spätgotik, von denen besonders das zweite mit seinem zweijochigen Kreuzrippengewölbe interessant ist, gelangt man in den polygonen Hof (einst Leichenhof), in dessen Mitte die Kirche steht. An das zweite Torhaus schließt sich die 1,5 Meter dicke und 11,5 Meter hohe mittelalterliche (15., 16. Jahrhundert) Ringmauer mit Rechteckschießscharten an. Die frühgotische (14. Jahrhundert) zweijochige, dem heiligen Michael geweihte Abtkapelle hat zwei Zugänge. In ihrem unteren Teil befand sich einst ein Beinhaus (Karner). Im kurzen Westflügel ist der Stiegenaufgang zu den Wohnräumen, wahrscheinlich früher Gästezimmer und zur Empore der Abtkapelle.
Der langgestreckte Südteil (70 m) mit den Bauteilen von 1588 bis 1735 war die einstige Prälatur, sie enthielt die Wohnung des Abtes, des Propstes, das Refektorium (Speisesaal mit Stuckdecke) und je ein Aestuarium (Schwitzbad) für den Propst und die Konventualen. Der Aufgang zur Prälatur führt durch ein schönes schmiedeeisernes Gittertor, im oberen Teil schmückt die Decke ein großes Fresko (um 1730), das die Apotheose des hl. Benedikt darstellt.
Der Nordostflügel (das Konventhaus), ebenfalls 70 Meter lang, aus der Renaissancezeit stammend, enthielt im unteren Teil die Küche mit der Vorratskammer und einen Handkeller (der große Keller befand sich im Meierhof), im oberen Teil, über eine dreiteilige Steintreppe erreichbar, die Wohnräume der Mönche (Zellen) und des Seelsorgers der Pfarre. Im Hof sind fast überall die Arkaden im Erdgeschoß und die Blendarkaden im Stockwerk zu sehen. Der Propst Franz Langpartner ließ zwischen 1730 und 1741 das Kloster barockisieren.
Als 1803 das Stift Vornbach aufgelöst wurde, kam es auch zur Aufhebung der Propstei Gloggnitz. Sie wurde 1825 als eigene Grundherrschaft verkauft. Erster privater Eigentümer war Josef Ritter von Weyna. Danach wechselten die privaten Besitzer recht häufig. Seit 1930 gehört es der Stadtgemeinde Gloggnitz.

### Kirche Maria Schnee

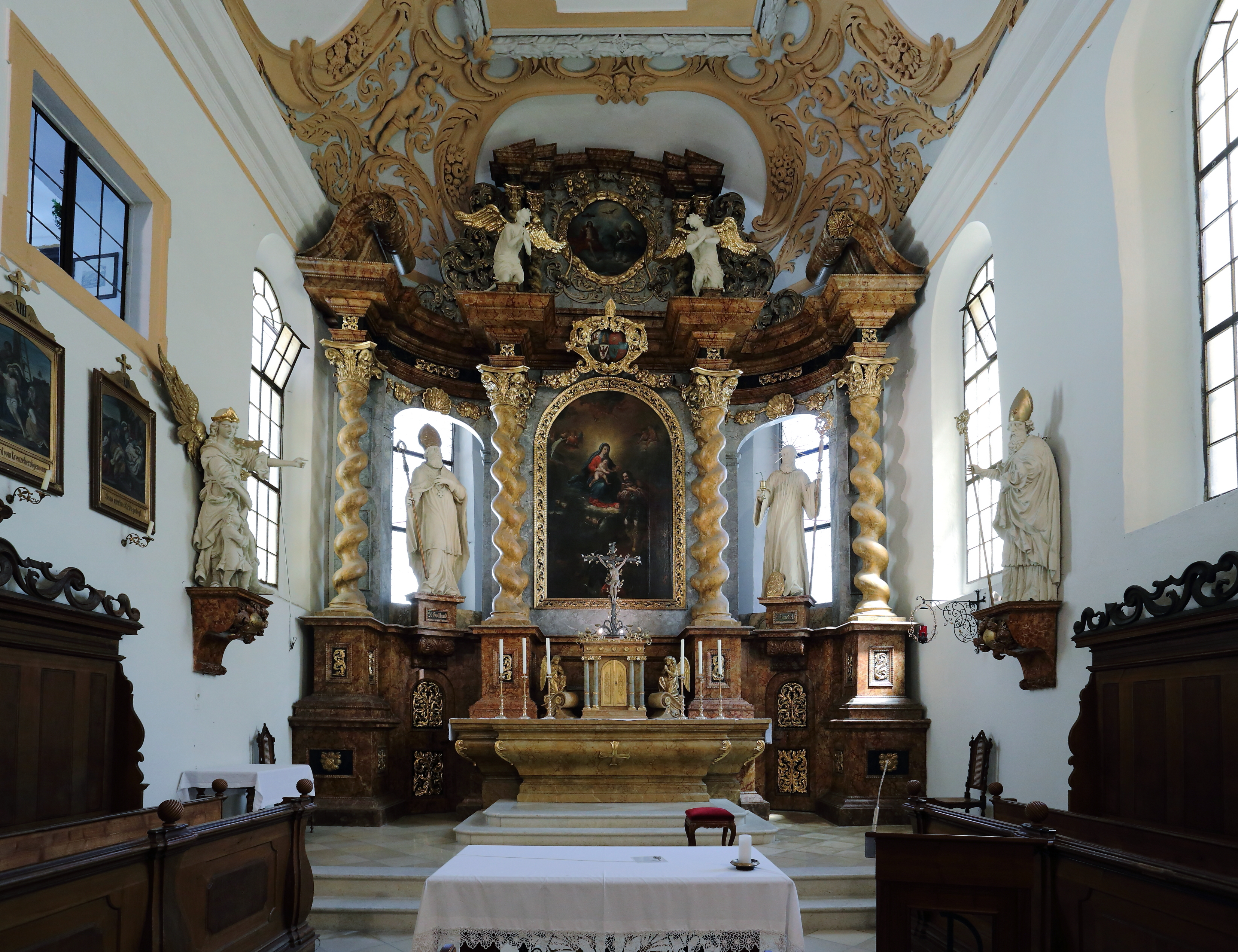
Hochaltar der Schlosskirche Maria Schnee

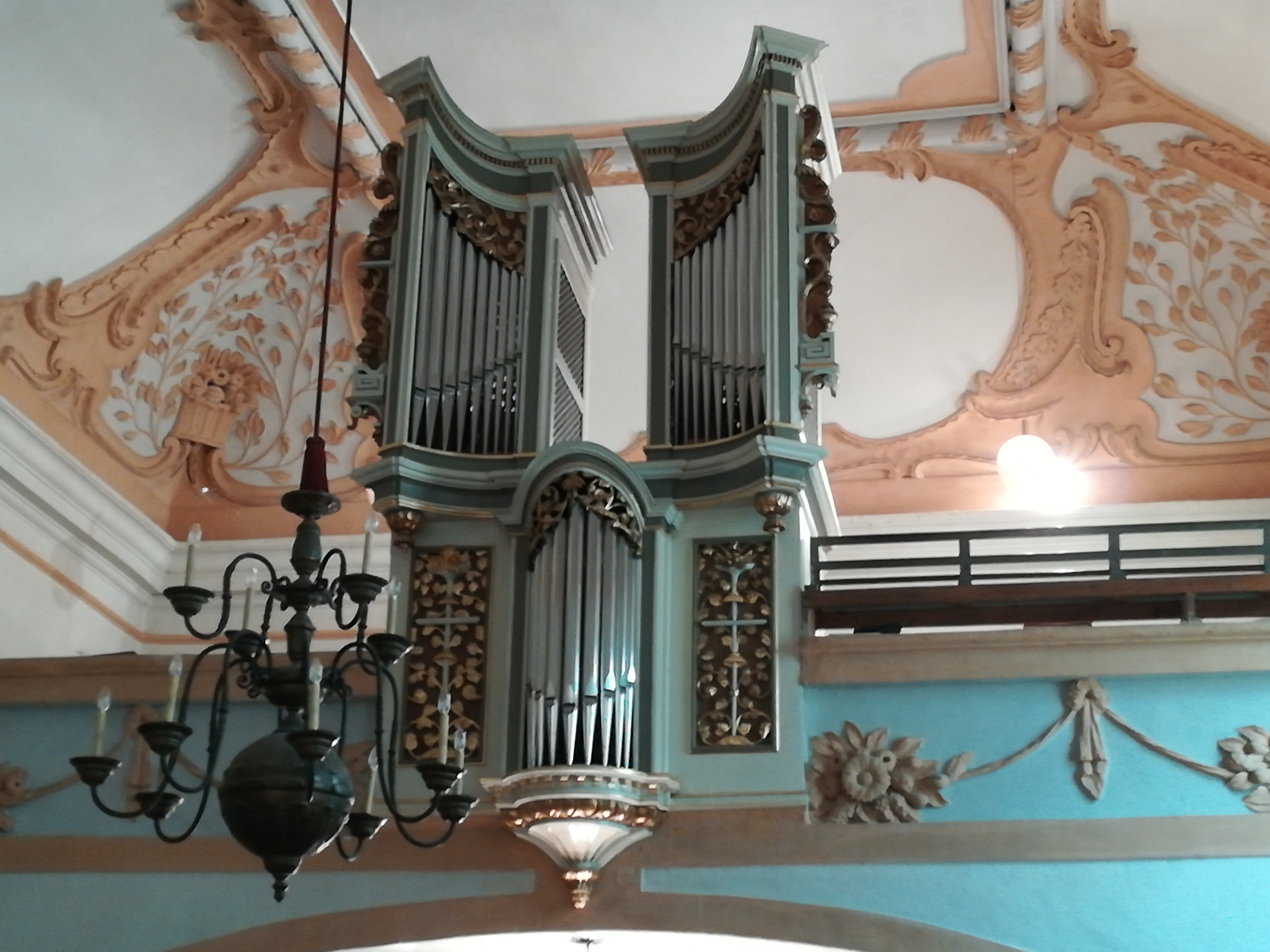
Orgel

Inmitten des Hofes steht die barocke Kloster-(Schloss-)Kirche, die Maria Schnee (Beate Mariae Virgini ad Nives) und dem heiligen Oswald geweiht ist, mit gotischem Kern. In einer Urkunde von 1485 heißt sie auch Propsteikirche St. Godehard (St. Gotthard) in Gloggnitz. Der älteste Teil ist die Frauenkapelle (wahrscheinlich die ursprüngliche Zell, 11. Jahrhundert) mit einem Spitzbogengurt von 1260, die früher selbständig war und erst ca. 1760 mit der Kirche verbunden wurde. Sie ist ebenfalls gotisch. Die größte Umgestaltung erfuhr die Kirche unter den Pröpsten Perfaller und Wenckh. 1692 wurde die Kirche barockisiert, aus der Zeit stammt auch der angebaute 36 Meter hohe Turm mit Zwiebeldach, der ein Jahr später die erste große Glocke (635 kg), 1724 die zweite (1330 kg) aufzunehmen hatte. Die Sakristei und das Oratorium ließ 1730 Propst Langpartner dazubauen.
Das Altarbild der Kirche zeigt neben Maria und Jesus den gekrönten St. Oswald mit dem Raben. Zwischen den gewundenen Säulen befinden sich Statuen der Heiligen Gotthard und Benedikt, an den Seiten des Altars Statuen des heiligen Wolfgang und eines Schutzengels.
Der rechte Seitenaltar im Schiff zeigt im Altarbild den heiligen Benedikt mit Giftschale und Schlange. In einem kleinen Bildausschnitt wird das aufrechte Sterben des Ordensgründers dargestellt, neben dem Altar die Heiligen Bernhard und Benedikt.
Auf dem linken Seitenaltar ist eine Schutzmantelmadonna abgebildet.
Auf der linken Altarseite befindet sich der heilige Leonhard mit einem Esel.
Unter dem Chor, mit einem durch Platten verdeckten Eingang vor den Stufen zum Presbyterium, ist eine Gruft, in der die Pröpste beigesetzt wurden.
Die Orgel wurde um 1800 von Ignaz Kober erbaut. Sie verfügt über 9 Register auf einem Manual und Pedal. Eine Restaurierung erfolgte 1996 durch Josef Diethard Pemmer.

### Die Marienkapelle

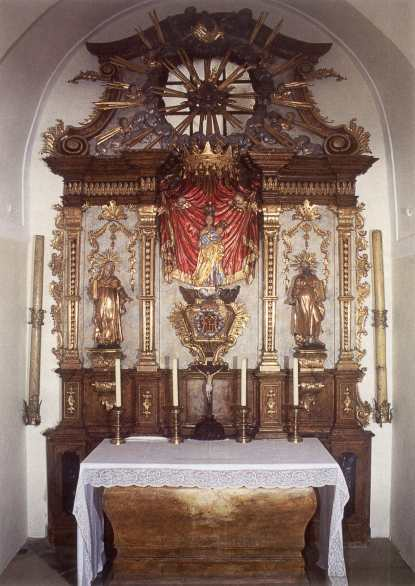
Marienkapelle, Altar

An der Südseite der Kirche befindet sich die Frauenkapelle von Angelus Rumpler, auch Abtkapelle genannt.
Der Marienaltar stammt aus der Barockzeit. Er hat kein Altarblatt. Mittelpunkt war eine gotische Holzstatue Maria mit dem Kind, die in den sechziger Jahren Kirchendieben zum Opfer gefallen ist.

### St.-Michaels-Kapelle
Zwischen der noch erhaltenen hohen Wehrmauer des Klosters und dem ehemaligen Refektorium befindet sich die St.-Michaels-Kapelle, ein frühgotischer Bau, seit 1322 nachgewiesen, der in der Barockzeit nur wenig verändert wurde. Im Untergeschoß befand sich der Karner.
Ein Außenfresko des Heiligen Christophorus ist, wenn auch schwer beschädigt, noch vorhanden.